# Institut national de la santé et de la recherche médicale
Institut national de la santé et de la recherche médicale (Inserm) Institutul Național de Sănătate și Științe Medicale din Franța.
Inserm a fost înființată în 1964.
Potrivit SCImago Institutions Rankings 2019, Inserm este al doilea cel mai bun institut de cercetare din sectorul sănătății (în urma NIH) și pe locul 22 în toate sectoarele.